# Omer Demeuldre
Omer Paul Demeuldre (Cambrai, 8 marzo 1892 – Montdidier, 3 maggio 1918) è stato un militare e aviatore francese, asso dell'aviazione con 13 vittorie aeree accertate, e dodici probabili,  nel corso della prima guerra mondiale.

## Biografia
Nacque a Cambrai l'8 marzo 1892. Mentre lavorava come apprendista meccanico si arruolò nell'Armée de terre nell'ottobre 1913, divenendo meccanico di aviazione presso l'Escadrille MF 5 del 3ème Groupe Aéronautique di Epinal dove prestava servizio come camionista. Con lo scoppio della prima guerra mondiale la sua famiglia lasciò Lilla, dove si trovava, per rifugiarsi a Parigi. Con la creazione continua di nuovi reparti aerei nel marzo fu assegnato alla Escadrille MF 35 come meccanico personale dell'aereo dal capitano Charles Collard, effettuando nel contempo voli di ricognizione come mitragliere sul velivolo biposto del capitano Collard. Quando quest'ultimo si trasferì alla Escadrille MF 63 come comandante egli lo seguì. Nel suo nuovo reparto, mentre volava a bordo dell'aereo pilotato dal sergente Teulon,  conseguì la sua prima vittoria aerea il 7 settembre dello stesso anno, abbattendo con la mitragliatrice in dotazione un caccia Albatros mentre volava su Bois de Forges, nella zona di Verdun. Completato l'addestramento come pilota “sur le tas”, cioè osservando quello che facevano gli altri piloti e mettendolo in pratica conseguì il brevetto di pilota militare (n.4203) il 23 settembre del 1916. Promosso sergente pilota, ottenne la sua prima vittoria ai comandi di un velivolo Maurice Farman MF.40 il 23 maggio 1917, a est di Itancourt, sulla Somme. Con l'arrivo al reparto dei biposti Sopwith 1A2 Strutter ebbe l'occasione di rivedere suo fratello, trasferito alla MF 63 come meccanico. Dopo essere stato distaccato allo Escadrille 313 assegnata alla difesa della città di Dunkerque all'inizio di settembre 1917, fu trasferito alla Escadrille SPA 84, di stanza a Chaudun, il 14 ottobre 1917.
Qui volò sui caccia SPAD S.VII, ed il 30 ottobre ottenne la sua terza vittoria aerea e fu insignito della médaille militaire. Nel corso di quell'anno conseguì ulteriori tre vittorie, portando il suo totale personale a sei. Divenuto asso dell'aviazione, tra il 3 gennaio e il 14 aprile 1918 ottenne ulteriori sette vittorie accertate con la Escadrille SPA 84, tra cui una doppietta il 3 febbraio. Citato al raggiungimento della sua decima vittoria all'ordine del giorno dell'esercito, il 14 aprile 1918, per la sua ultima vittoria, abbatte un velivolo biposto tedesca sopra Éplessier.  Il 3 maggio successivo, con il grado di sottotenente, fu dichiarato disperso in azione durante un pattugliamento aereo nel settore di Montdidier. Caduto l'aereo nella terra di nessuno, a causa dell'intenso fuoco d'artiglieria che imperversava in quel settore né il suo corpo, né i resti dell'aereo, saranno mai ritrovati. Fu insignito postumo del titolo di Cavaliere della Legion d'onore. Una targa commemorativa posta sulla tomba di famiglia del cimitero di Porte de Paris ricorda il suo sacrificio.

### Annotazioni
1. ↑  Il 27 marzo 1918 aveva attaccato da solo 7 caccia Albatros che stavano a loro volta attaccando un aereo da caccia francese pilotato da un pilota novellino. Nel combattimento aveva abbattuto l'aereo del capitano Adolf Ritter von Tutschek, asso con 27 vittorie all'attivo. Tale vittoria non gli venne omologata, e fu assegnata ad un pilota sud africano.

### Fonti
1. 1 2 3 4 5 6 7 8 9 10 11  Les as français de la Grande Guerre.
2. 1 2 3 4 5  Franks, Bailey 1992, pp. 141-142.
3. 1 2 3 4 5  Ville de Cambrai.
4. ↑  The Aerodrome.